# Hans Hinterreiter
Hans Hinterreiter (Winterthur, 28 de febrer de 1902 - Santa Eulària des Riu, 15 de setembre de 1989) fou un pintor geomètric i teòric de l'art.
Va estudiar matemàtiques i arquitectura. Com a pintor va pertànyer al moviment de l'art concret i va crear composicions basades en principis matemàtics i geomètrics.

## Biografia

### Joventut
El 1920 Hinterreiter comença a estudiar matemàtiques a la Universitat de Zúric, però aviat, per petició dels seus pares, es trasllada al Departament d'Arquitectura de l'Escola Federal Politècnica de Zuric, on també rep classes de filosofia i història de l'art. Mentre continua els seus estudis com a pianista, també rep les seves primeres classes de pintura de Wilhelm Ludwig Lehmann.
El 1925, en finalitzar els seus estudis, treballa com a arquitecte a Aarau i Berna, i segueix pintant en el seu temps lliure quadres de paisatges colorits i estilització plana, clarament influenciat pel seu mestre Lehmann, a qui periòdicament demana opinió. A Berna coneix a la seva primera esposa, la professora Mina Salm, amb qui es casarà el 1929.
El 1929, gràcies als recursos econòmics de la seva dona, pot abandonar la seva feina com a arquitecte i dedicar-se completament a la pintura. Es retiren durant cinc anys a una cabanya de muntanya prop del Llac dels Quatre Cantons, a Seelisberg. És allà on comença a estudiar els fonaments teòrics de l'art i els textos sobre la sistemàtica del color de Wilhelm Ostwald, a partir dels quals basarà la seva obra. A partir de 1930 comença a produir les primeres obres pintades amb pintura al tremp mancades totalment d'objecte a les que anomena Studien (Estudis). Al mateix temps, comença a crear un òrgan de la forma (Formorgel) a partir d'un suggeriment d'Ostwald, amb qui manté contacte epistolar.
El 1934 recorre Andalusia amb la seva dona. Inspirat per l'ornamentació hispanomusulmana, Hinterreiter teoritza sobre el Farb- und Formwandelspiel (Joc de transformació cromàtica i formal), una superposició, mitjançant projeccions, de models formals geomètrics i acords cromàtics preprogramats en un procés ininterromput. Malauradament, per motius tècnics i financers, mai va poder fer realitat la seva invenció.

### Els inicis de la seva carrera
El 1935, Hinterreiter es retira a Eivissa, però l'esclat de la Guerra Civil espanyola el fa tornar a Suïssa. A Winterthur, comença a redactar les seves teories sobre la configuració, que no es publicaran fins al 1978, a Barcelona, sota el nom de Die Kunst der reinen Form (L'art de la forma pura). El 1936 s'inaugura a la Kunsthaus de Zuric l'exposició Zeitprobleme in der Schweizer Malerei und Plastik (Problemes actuals en la pintura i l'escultura suïsses), que ofereix per primer cop una visió global de l'art modern suís. En aquesta exposició Hinterreiter es retroba amb Max Bill, amb qui a partir d'aleshores establirà una estreta relació d'amistat. Bill convida a Hinterreiter a unir-se a l'associació d'artistes moderns suïssos Allianz.
El 1939, la seva dona Mina mor en donar a llum. Les autoritats consideren que l'artista no és capaç d'ocupar-se de la seva filla i la donen en adopció. Aquest fet empeny a Hinterreiter a abandonar el seu país i establir-se a Sant Antoni de Portmany, Eivissa. Seguint els consells de Max Bill, comença a treballar amb estudis de gran format. Buscant suports per a la seva idea de "Joc de transformació cromàtica i formal", estableix contacte amb The Walt Disney Company. Hinterreiter va proposar utilitzar les seves tècniques de generació formals i de color per a una seqüència de Fantasia, però malgrat comptar amb l'interès de Walt Disney, expressat en una carta el 1939, finalment va ser Oskar Fischinger qui va rebre l'encàrrec.
El 1941 rep una ordre d'enrolament militar i es veu obligat a tornar a Suïssa. Malgrat que aconsegueix eludir el servei actiu, no pot tornar a Eivissa fins al 1943, i viu amb la família de la seva dona a Veltheim. Durant un temps treballa com a dissenyador en una fàbrica de làmpades. Crea a la seva primera litografia en color per a la carpeta d'art 5 construktionen + 5 compositionen que Max Bill publica amb l'editorial Allianz, i el 1942 participa per primer cop en una exposició del grup a la Kunsthaus de Zuric. Hinterreiter no recull els vuit quadres exposats en aquesta exhibició, i romanen al soterrani del museu fins que són descoberts per casualitat l'any 1998.

### El retorn a Eivissa
El 1943 retorna a Eivissa, i continua exposant amb l'Allianz: el 1944 a la Kunsthalle de Basilea; el 1947 a la Kunsthaus de Zuric, el Kunstmuseum de Sankt Gallen i al Palazzo Exreale de Milà; i el 1948 al Salon des réalités nouvelles a París.
El 1943 adquireix una granja a Santa Eulària des Riu i durant una dècada es dedica a la seva reconstrucció i modernització, motiu pel qual la seva producció artística pràcticament s'atura. De tant en tant treballa dissenyant o reformant cases d'estiueig dels voltants.
El 1958 la Hostmann-Steinbergschen Farbenfabriken de Celle edita la carpeta artística Geometrische Schönheit (Bellesa Geomètrica), la primera publicació de l'artista, per a la qual redacta una llarga introducció. Grete Ostwald, filla de Wilhelm Ostwald, n'escriu el prefaci.

### Auge productiu
El 1963 es casa per segon cop amb Inge von Carlowitz. Gràcies al bon funcionament de la granja, Hinterreiter es pot tornar a dedicar a temps complet a la pintura i als seus fonaments teòrics. Les seves obres són cada cop més grans, i en lloc de pintura al tremp utilitza quasi sempre la nova pintura acrílica sobre llenços.
El 1963 es publica a Barcelona el primer llibre sobre Hans Hinterreiter. Està en anglès i conté els mateixos textos que la carpeta de l'any 1958. L'editor és Carl van der Voort, el primer marxant d'art que aposta sistemàticament per Hinterreiter i que impulsa l'organització d'exposicions de la seva obra arreu, especialment als Estats Units. Anima a l'artista a dedicar-se més a la creació d'obra gràfica impresa. A finals dels anys setanta, Hinterreiter havia creat ja més de cinquanta serigrafies, la gran majoria de gran format i impreses a Eivissa.
En 1973 el Kuntsmuseum de Winterthur, la seva ciutat natal, dirigit per Rudolf Koella, organitza la primera exposició de l'obra de l'artista.
El 1977 el marxant d'art István Schlégl comença a promocionar l'obra de Hinterreiter. Als Estats Units, l'artista és representat primerament per l'Ericson Gallery, i més endavant per P.T Efstathiou a Nova York.
El 1984 el Museu Josef Albers de Bottrop és el primer museu alemany que organitza una exposició dedicada a l'artista, i el Guggenheim Museum de Nova York serà el primer de diversos museus estatunidencs.
Hans Hinterreiter mor el 1989 a Eivissa als 87 anys. El seu llegat artístic queda en mans de la fundació Hans Hinterreiter Stiftung, fundada a Vaduz l'any 1985 i amb seu a Zúric des de 1996.